# Toy Story 2
Toy Story 2 – film animowany produkcji amerykańskiej, z 1999 roku, wyreżyserowany przez Johna Lassetera. Sequel Toy Story z 1995 roku. Film został wyprodukowany przez studio Pixar we współpracy z Disneyem.

## Opis fabuły
Podczas zabawy Andy przypadkowo wyrywa do połowy rękę Chudego – jego ulubionej zabawki, z którą miał jechać na obóz kowbojski. Przez to Chudy zostaje w domu, na półce wraz z zabawką – pingwinem imieniem Czarny, również zepsutą i zapomnianą przez chłopca. Kiedy pingwin trafia na wyprzedaż garażową zdesperowany szeryf postanawia uratować zabawkę. Podczas wyprzedaży Chudy zostaje wypatrzony przez Ala i porwany.
Al McWhiggin jest otyłym właścicielem sieci sklepów „Hala z zabawkami Ala”, a jego hobby to zbieranie wszystkiego, co związane jest z Chudym i serialem, w którym występował. Kiedy Chudy trafia do jego kolekcji i poznaje Jessie, Pete'a oraz Mustanga nie przypuszcza, że wraz z całą kolekcją ma trafić do Muzeum Zabawek w Tokio. Nie wie również, że jego przyjaciele na czele z Buzzem Astralem ruszają mu na pomoc.

## Obsada głosowa
- Tom Hanks – Chudy
- Tim Allen –
  - Buzz Astral,
  - sklepowy Buzz Astral
- Joan Cusack – Jessie
- Kelsey Grammer – Śmierdzący Pete
- Don Rickles – pan Bulwa
- Jim Varney – Cienki
- Wallace Shawn – Rex
- John Ratzenberger – Hamm
- Wayne Knight – Al McWhiggin
- Annie Potts – pastereczka Bou
- Estelle Harris – pani Bulwa
- Joe Ranft – Czarny
- Andrew Stanton – Zurg
- Jeff Pidgeon – Obcy
- John Morris – Andy Davis
- Laurie Metcalf – pani Davis
- R. Lee Ermey – Sierżant
- Jodi Benson – Barbie
- Jonathan Harris – konserwator zabawek

### Wersja polska
- Robert Czebotar – Chudy
- Łukasz Nowicki –
  - Buzz Astral,
  - sklepowy Buzz Astral
- Izabella Bukowska – Jessie
- Witold Pyrkosz – Pete
- Jan Kulczycki – pan Bulwa
- Mikołaj Müller – Cienki
- Tomasz Sapryk – Rex
- Emilian Kamiński – Hamm
- Piotr Gąsowski – Al
- Edyta Olszówka – pastereczka Bou
- Krystyna Królówna – pani Bulwa
- Jarosław Boberek – Sierżant
- Jacek Jarosz – Czarny
- Dariusz Odija – Zurg
- Jarosław Domin – Obcy
- Mateusz Sojczyński – Andy Davis
- Agnieszka Grankowska-Krucz – pani Davis
- Katarzyna Pysiak – Barbie
- Stanisław Brudny – konserwator zabawek

## Odbiór

### Box office
Budżet filmu jest szacowany na 90 milionów dolarów. W Stanach Zjednoczonych i Kanadzie film zarobił 245,9 mln USD. W innych krajach przychody wyniosły 265,5 mln, a łączny przychód z biletów 511,4 miliona dolarów.

### Krytyka w mediach
W serwisie Rotten Tomatoes 100% z 170 recenzji zostało uznane za pozytywne, a średnia ważona ocen wystawionych na ich podstawie wyniosła 8,7/10. Na portalu Metacritic średnia ważona ocen wystawionych na podstawie 34 recenzji wyniosła 88 punktów na 100.